# XIe millénaire av. J.-C.
17e à 15e millénaires AP |
XIIe millénaire av. J.-C. |

XIe millénaire av. J.-C.
 |
Xe millénaire av. J.-C. |
IXe millénaire av. J.-C.|
VIIIe millénaire av. J.-C.|
VIIe millénaire av. J.-C.
Liste des millénaires | Liste des siècles | Numération romaine
Le XIe millénaire av. J.-C. couvre la période allant de l’an 11 000 av. J.-C. à l’an 10 001 av. J.-C. compris.

## Évènements

### Afrique
- 11 000 av. J.-C. : massacre du Djebel Sahaba, en bordure de la vallée du Nil au Soudan ; une nécropole de chasseurs-cueilleurs livre des tombes individuelles ou collectives abritant les restes de cinquante-neuf individus (femmes, hommes, enfants) dont près de la moitié ont été criblés de flèches[1]
- Un crâne humain daté de 13 000 ans avant le présent trouvé en 1965 sur le site d'Iwo Eleru au Nigeria, suggère l'existence de formes d'Homo sapiens mi-modernes mi-archaïques, résultant peut-être de croisements entre différentes espèces humaines au Paléolithique en Afrique de l'Ouest[2].

### Amérique
- Présence humaine en Colombie sur le site d'El Abra datée entre 12 400 ± 160 et 10 720 ± 400 avant le présent[3].
- Présence humaine attestée sur les sites de Piedra Museo (12 890 ± 90 et 9 710 ± 107 ans avant le présent), Los Toldos (8 800 BP) et Cueva de las Manos (9 320 ± 90 et 9 300 ± 90 ans BP) dans la province de Santa Cruz, en Argentine[4].
- Squelette d'Anzick-1 (en), daté entre 12 707 et 12 556 ans avant le présent, seuls restes humains découverts jusqu'à présent appartenant à la culture Clovis, dont l'ADN révèle qu'il serait lié aux populations sibériennes anciennes (24 000 ans AP) et amérindiennes actuelles[5].

### Asie et Pacifique
- 10500-8000 av. J.-C. : période Jōmon précoce au Japon[6]. Les jōmons sont des céramiques estampées à cru en roulant sur leurs flancs des bâtonnets enveloppés de cordelettes. Ces poteries, montées au colombin et façonnées à la main, sont cuites dans des fours ouverts à faible température (450 à 500 °C).
- XIe-VIe millénaire av. J.-C. : mésolithique en Asie centrale marqué par la rupture avec les traditions lithiques du Paléolithique supérieur avec l’apparition du débitage microlaminaire par pression (sites de Tel'mana au Kazakhstan septentrional et d'Oshkhona au Tadjikistan) selon deux méthodes. La méthode de débitage Yubetsu, apparue en Extrême-Orient au Paléolithique supérieur, se diffuse en Asie centrale par le Kazakhstan oriental pour être adoptée par les tailleurs locaux du Tadjikistan méridional. La méthode de débitage dite du « bullet core » aurait été inventé dans trois foyers distinct, au nord (Kazakhstan et Oural), au centre (Ouzbékistan et Kazakhstan) et au sud (Afghanistan et Iran). La période mésolithique se termine pour laisser place à des cultures néolithiques sédentaires ou nomades vers les VIe-IIIe millénaires av. J.-C., soit par la transformation locales des cultures en place, soit par l’arrivée de nouveaux groupes humains[7],[8].

- Découverte des restes de dix-sept humains, de morphologie robuste, à Kow Swamp, au sud-est de l’Australie, datés pour les plus anciens de 13 000 ± 280 avant le présent[9].

### Proche-Orient
- 10 200-8 800 av. J.-C. : néolithique précéramique A ou PPNA (période II) dans le Levant, qui succède au Natoufien. Sites de Jéricho et de Nahal Oren en Palestine, de Mureybet[10] et de Jerf el Ahmar en Syrie, de Körtik Tepe en Anatolie. Les vestiges archéologiques (obsidienne de Cappadoce et du lac de Van, perles en pierres fines, bols à décors incisés) témoignent de la multiplication des réseaux d’échanges par rapport au Natoufien. Premières expérimentations en agriculture (céréales, lentilles, noix) qui n’aboutissent pas forcement à la domestication. Début de la construction de silos pour le stockage des céréales (Bab edh-Dhra (en), Jéricho, Mureybet, Jerf el Ahmar)[11].
- Les Amants de Ain Sakhri, sculpture natoufiennne provenant probablement de l'une des grottes de Ain Sakhri près de Bethléem en Israël. Il s'agirait de la plus ancienne sculpture connue de rapport sexuel humain[12].

### Europe
- 11 000-9 000 av. J.-C. : Ahrensbourgien de la plaine d'Europe du Nord aux premiers reliefs de l'Europe centrale et au sud de la Scandinavie[13]. La tourbière de Stellmoor (Hambourg) a livré des arcs et des flèches en bois de pin, les plus anciens connus[14].
- Vers 10 300 av. J.-C. : campement de Pincevent dans la vallée de la Seine, au Magdalénien final[15]. Il est occupé à plusieurs reprises du milieu de l’été au milieu de l’hiver. Le principal gibier est le renne. Poissons et œufs sont également consommés. On suppose que les habitants vivent dans des tentes pliables recouvertes de peaux. Boucherie, peausserie, menuiserie, fabrique de flèches. Foyers délimités par des pierres[16].

- Pêche et chasse de variétés nouvelles au Magdalénien récent en Europe occidentale : la Grotte de La Vache, près de Tarascon-sur-Ariège, recèle de nombreuses espèces aviaires, dont 95 % de lagopèdes (perdrix des neiges). Le gisement de Peterfels en Allemagne méridionale contient 640 rennes, 100 chevaux, 870 lièvres arctiques, 45 renards arctiques et 249 lagopèdes[17]. Les rennes restent dominants sur les sites d’Allemagne du nord.

- Squelettes de deux enfants découverts en 1875 dans les grottes des Balzi Rossi à Grimaldi, datés de l'Épigravettien final. L'un d'eux, celui d'un enfant de moins de cinq ans, porte des pointes de silex propulsées par un pieu ou une lance dans la colonne vertébrale[18].
- Le complexe minier d'ocre rouge de Rydno (pl) près de Skarżysko-Kamienna, en Pologne, exploité depuis 20 000 ans avant le présent, atteint son apogée entre 12 000 et 9 700 avant le présent[19].